# Felicitas Ritsch
Felicitas Ritsch (* 19. November 1926 in Wien, Österreich; † 8. Februar 2000 in Berlin) war eine deutsche Schauspielerin.

## Leben
Von 1946 bis 1949 erhielt sie Schauspielunterricht am Deutschen Theaterinstitut – Schloss Belvedere in Weimar. Während eines Gastspiels des Meininger Theaters 1958 mit dem Brecht-Stück Die Dreigroschenoper am Theater am Schiffbauerdamm hinterließ Felicitas Ritsch einen so starken Eindruck, dass sie 1960 im gleichen Stück im Berliner Ensemble besetzt wurde. Hier entwickelte sie sich zur anspruchsvollen Brecht-Interpretin.

## Filmografie
- 1963: Top Secret  (TV)
- 1964: Die Glasmenagerie (TV)
- 1965: Wolf unter Wölfen (Fernsehfilm, 1 Teil)
- 1966: Columbus 64 (Fernsehfilm, 2 Teile)
- 1966: Der arme Konrad (TV)
- 1966: Die Tage der Commune (Theateraufzeichnung)
- 1967: Die Hose (TV)
- 1968: Die Leute von Karvenbruch (TV)
- 1969: Jungfer, Sie gefällt mir
- 1970: Aus unserer Zeit (Episode 1)
- 1972: Die Verschworenen (TV)
- 1972: In Sachen H. und acht anderer (Sprecher)
- 1974: Der aufhaltsame Aufstieg des Arturo Ui (Theateraufzeichnung)
- 1974: Christine
- 1979: Karlchen, durchhalten! (Fernsehfilm)
- 1983: Zauber um Zinnober (TV)

## Theater
- 1956: Furcht und Elend des Dritten Reiches – Meininger Theater
- 1956: Der Widerspenstigen Zähmung – Meininger Theater
- 1958: Die Dreigroschenoper –  Meininger Theater
- 1960: Bertolt Brecht: Die Dreigroschenoper (Spelunken-Jenny) – Regie: Erich Engel (Berliner Ensemble)
- 1961: Optimistische Tragödie – Berliner Ensemble
- 1963: Das kleine Mahagonny – Berliner Ensemble
- 1967: Mann ist Mann – Berliner Ensemble
- 1967: Bertolt Brecht: Aufstieg und Fall der Stadt Mahagonny (Hure) – Regie: Manfred Karge/Matthias Langhoff (Berliner Ensemble)
- 1968: Peter Weiss: Viet Nam-Diskurs – Regie: Ruth Berghaus (Berliner Ensemble)
- 1969: Wsewolod Wischnewski: Optimistische Tragödie (Kommissarin) – Regie: Isot Kilian/Klaus Erforth/Alexander Stillmark (Berliner Ensemble)
- 1970: Bertolt Brecht: Die Dreigroschenoper (Frau Peachum) – Regie: Werner Hecht/Wolfgang Pintzka (Berliner Ensemble)
- 1971: Bertolt Brecht: Im Dickicht der Städte (Mae Garga) – Regie: Ruth Berghaus (Berliner Ensemble)
- 1972: Peter Hacks Omphale (Malis) – Regie: Ruth Berghaus (Berliner Ensemble)
- 1973: Bertolt Brecht: Turandot oder der Kongress der Weißwäscher (Kaisermutter) – Regie: Wolfgang Pintzka/Peter Kupke (Berliner Ensemble)
- 1973: Zement – Berliner Ensemble
- 1974: Bertolt Brecht: Die Mutter (Mutter) – Regie: Ruth Berghaus (Berliner Ensemble)
- 1974: Coriolan – Berliner Ensemble
- 1975: Bertolt Brecht: Herr Puntila und sein Knecht Matti (Berliner Ensemble)
- 1976: Bertolt Brecht: Der kaukasische Kreidekreis (Grusche) – Regie: Peter Kupke (Berliner Ensemble)
- 1976: Der kaukasische Kreidekreis – Berliner Ensemble
- 1979: Stille Nacht – Berliner Arbeiter-Theater (bat)
- 1980: Volker Braun: Simplex deutsch – Regie: Piet Drescher (Berliner Ensemble – Probebühne)
- 1984: Peter Weiss: Der neue Prozess (Alte Frau) – Regie: Axel Richter (Berliner Ensemble)
- 1985: König Johann – (Theater im Palast)

## Hörspiele
- 1962: Rolf Schneider: 25. November. New York (Ella) – Regie: Helmut Hellstorff (Hörspiel – Rundfunk der DDR)
- 1963: Manfred Bieler: Nachtwache  – Regie: Helmut Hellstorff (Rundfunk der DDR)
- 1963: Bertolt Brecht: Das kleine Mahagonny  (Jenny) – Regie: Manfred Karge (Theatermitschnitt – Litera)

## Auszeichnungen
- 1984: Helene-Weigel-Medaille